# Frank Atherton
Pour les articles homonymes, voir Atherton.
Frank Atherton est un médecin britannique qui depuis 2016 est médecin-chef du Pays de Galles.

## Parcours
Frank Atherton est originaire du Lancashire, en Angleterre.

## Carrière
Atherton était auparavant médecin-chef adjoint au ministère de la Santé et du Bien-être de la Nouvelle-Écosse, au Canada, directeur de la santé publique dans le nord du Lancashire et président de l'Association britannique des directeurs de la santé publique,. Il a été nommé médecin-chef du Pays de Galles en avril 2016, à la suite du départ à la retraite de la précédente titulaire, le Dr Ruth Hussey.

### Pandémie de Covid-19
Pendant la pandémie de COVID-19 au Pays de Galles, Frank Atherton a déclaré qu'il tentait de réduire le risque de transmission en prenant « toutes les mesures appropriées ».